# Ammobatoidini
Tribu
Amnobatoidini est une tribu d'abeilles dont les membres sont cleptoparasites.

## Liste des genres et espèces
Selon NCBI (16 mars 2011) :
- genre Ammobatoides
  - Ammobatoides luctuosus
- genre Holcopasites
  - Holcopasites arizonicus
  - Holcopasites calliopsidis
  - Holcopasites insoletus
  - Holcopasites minimus
  - Holcopasites ruthae
  - Holcopasites stevensi

Selon ITIS (16 mars 2011) :
- genre Aethammobates Baker, 1994
- genre Ammobatoides Radoszkowski, 1867
- genre Holcopasites Ashmead, 1899
- genre Schmiedeknechtia Friese, 1896